# Щоденник покоївки (фільм, 1946)
«Щоденник покоївки» (англ. The Diary of a Chambermaid) — американський фільм, поставлений у 1946 році режисером Жаном Ренуаром за однойменним романом Октава Мірбо та за п'єсою на основі роману, написаною Андре Езе, Андре де Лордом та Тієллі Норесом.

## Синопсис
Покоївка Селестіна (Полетт Годдар) влаштувалася на роботу у село, до Ланлерів. Вона вирішила застосувати свою красу, щоб спокусити багатія. Але мосьє Ланлер не найкращий варіант, оскільки увесь будинок повністю контролює його дружина, якій допомагає загадковий дворецький Жозеф. Селестіна спрямовує свої зусилля на сусіда, офіцера у відставці Може. Здається, у неї вийшло. Але тут повертається син Ланлерів. Він молодий, привабливий і не розділяє антиреспубліканських поглядів своєї матері. Таким чином, принади Селестіни привабили відразу трьох чоловіків: капітана Може, молодого Жоржа Ланлера та Жозефа — трьох представників різних верств суспільства з трьома різними поглядами на життя.

## В ролях
| Полетт Годдар    | ···· | Селестіна      |
| Реджинальд Оуен  | ···· | капітан Ланлер |
| Берджесс Мередіт | ···· | капітан Може   |
| Джудіт Андерсон  | ···· | мадам Ланлер   |
| Герд Гетфілд     | ···· | Жорж Ланлер    |
| Френсіс Ледерер  | ···· | Жозеф          |
| Флоренс Бейтс    | ···· | Роуз           |
| Айрін Райян      | ···· | Луїс           |
| Альміра Сешнс    | ···· | Маріанна       |
| Егон Бречер      | ···· | листоноша      |

## Визнання
| Нагороди та номінації фільму «Щоденник покоївки» | Нагороди та номінації фільму «Щоденник покоївки» | Нагороди та номінації фільму «Щоденник покоївки» | Нагороди та номінації фільму «Щоденник покоївки» | Нагороди та номінації фільму «Щоденник покоївки» | Нагороди та номінації фільму «Щоденник покоївки» |
| Рік                                              | Нагорода                                         | Категорія                                        | Номінант                                         | Результат                                        |                                                  |
| ------------------------------------------------ | ------------------------------------------------ | ------------------------------------------------ | ------------------------------------------------ | ------------------------------------------------ | ------------------------------------------------ |
| 1946                                             | Національна рада кінокритиків США                | ТОП-10 найкращих фільмів                         | Щоденник покоївки                                | Перемога                                         |                                                  |